# Meares-Gletscher
Der Meares-Gletscher ist ein 23 km langer Gletscher im US-Bundesstaat Alaska. Er befindet sich im Chugach National Forest etwa 130 km östlich von Anchorage.

## Geografie
Das 1800 m hoch gelegene Nährgebiet des Meares-Gletschers liegt im Süden der Chugach Mountains zwischen Aspero Peak und Mount Michelson. Von dort strömt der Gletscher anfangs in westsüdwestlicher Richtung. Später wendet er sich nach Südwesten und endet schließlich am Kopfende des Unakwik Inlet, einer Seitenbucht des Prinz-William-Sunds. Die mittlere Gletscherbreite beträgt 1,2 km. Westlich des Meares-Gletschers befindet sich der Yale-Gletscher, östlich der Columbia-Gletscher.

## Gletscherentwicklung
Der Meares-Gletscher gehört zu den wenigen Gletschern, die sich ausdehnen.

## Namensgebung
Benannt wurde der Gletscher im Jahr 1909 vom United States Geological Survey (USGS) nach Kapitän John Meares (1756–1809), einem englischen Seefahrer, Navigator und Entdecker.